# Tetrarch
Mk VII «Тетрарх» (англ. Light Tank Mk VII, Tetrarch) («чотириарочний») — британський легкий аеротранспортабельний танк, для повітряно-десантних військ, зокрема, їх можна було висаджувати за допомогою десантних планерів типу «Гамількар», часів Другої світової війни.

## Історія створення
Розроблявся фірмою «Віккерс» у 1938 — 1940 роках в ініціативному порядку, спочатку як розвідувальний танк, для заміни застарілого Mk VI. Однак, через незадовільні результати, показані легкими танками в перший рік Другої світової війни, виробництво «Тетрарх», що почалося 1940 року, було невдовзі зупинено. Знову інтерес до Mk VII виник в 1941 році, коли його вирішено було використовувати як аеротранспортабельний.

## Серійне виробництво
Серійне виробництво «Тетрарх» було відновлено та тривало з 1941 по 1942 рік, загальний випуск склав 177 (180) примірників.

## Опис конструкції
Екіпаж складався з 3 осіб: командир, навідник (за сумісництвом заряджаючий), механік-водій. Ходова частина танка на ресорної підвісці мала 8 котків (4 на борт) великого діаметра. Для поворотів використовувалася рульова колонка. 12-циліндровий двигун, потужністю 180 к.с., знаходився в задній частині танка. Для зв'язку з іншими танками використовувалася радіостанція «Тип 9».

## Броньовий корпус і башта
Броньовий корпус і башта збиралися на заклепках з катаної броні товщиною від 10 до 16 мм.

## Озброєння
Озброєння Тетрарх за мірками довоєнного часу було значним. На танк встанавлювлась 40-мм гармата QFSA, 7,92-мм кулемет BESA, а також дві мортирки для димових гранат.

## Двигун та трансмісія
Двигун танка Meadows MAT мав потужність 180 к.с. Коробка передач забезпечувала танку рух з п'ятьма передачами вперед та однієї назад. Танк розвивав максимальну швидкість 64 км/год по твердому ґрунту і 45 км/год по м'якому ґрунту.

## Ходова частина
Особливістю ходової частини танка було те, що при повороті опорні котки могли гойдатися, що укупі з гусеничної ланцюгом що вигинався дозволяло добре маневрувати. Плюсом до всього цього була рульова колонка автомобільного типу, за допомогою якої кермові тяги відхиляли опорні котки та ведучі колеса на відповідний кут від їх стандартного положення. Теоретично це повинно було поліпшити управління танком. Але в практиці повернути кермо міг не кожний, через механічні приводи від рульової колонки до котків треба було прикласти дуже значні зусилля. Особливо це проявлялося при водінні по м'якому ґрунту.

## Бойове застосування

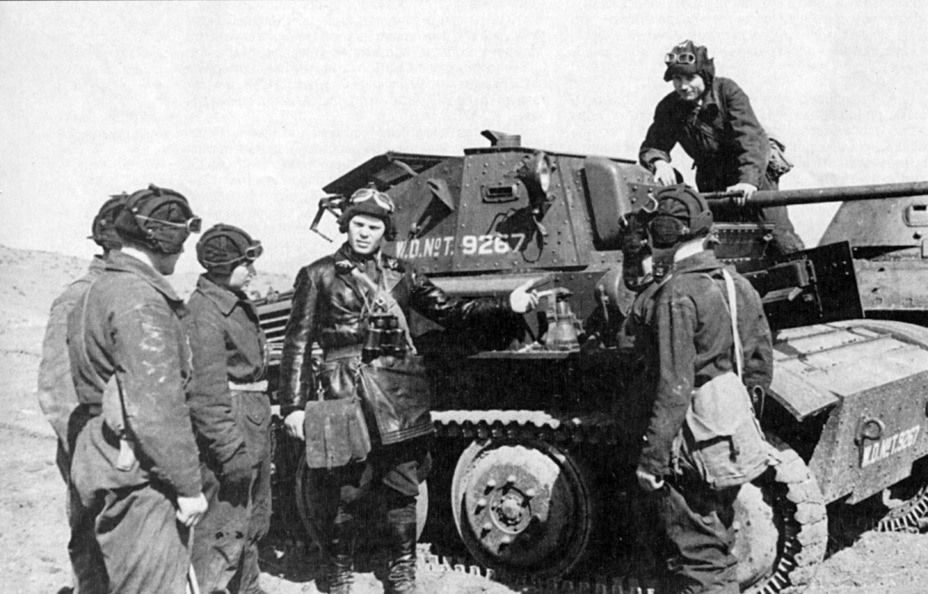
Радянські танкісти, зі складу 151-ї танкової бригади (151 тбр), і «Тетрарх» Mk VII, Північний Кавказ, березень 1943 року. На башті зберігся англійський бортовий номер — танки були передані Червоної Армії зі складу 3-го батальйону 9-го уланського танкового полку.

«Тетрарх» обмежено використовувався британськими військами в боях в 1942 — 1945 роках, використовувався при висадці в Нормандії, і залишався після війни на озброєнні до кінця 1940-х років. У незначних кількостях Mk VII поставлявся також в роки війни в СРСР за програмою ленд-лізу. 1942 року в бронетанкові війська РСЧА потрапила партія з 20-ти «Тетрарх». 1943 року вони брали участь в боях на Північному Кавказі, до 2 жовтня було втрачено останню машина цього типу.

## Модифікації
- Tetrarch Mk I — основна виробнича версія;
- Tetrarch Mk I CS — прототип, озброєний 75-мм гаубицею;
- Tetrarch DD — прототип, переобладнаний в плаваючий танк за системою Duplex Drive (DD).

## Експорт
Єдиною країною, яка отримала ці танки, був СРСР. 1942 року було поставлено 20 танків.
19 надійшли в війська, а один — на НДБТ полігон в Кубинці.

## Перебував на озброєнні
- Велика Британія
- СРСР — 20 танків.